# ユリツァ・ヴラニェシュ
ユリツァ・ヴラニェシュ（Jurica Vranješ、1980年1月31日 - ）はユーゴスラビア（現クロアチア）、オシエク出身の元クロアチア代表サッカー選手。現役時代のポジションはMF。

## 経歴
1999年にクロアチア代表デビュー。2002 FIFAワールドカップのメンバーにも選出、2試合に出場した。また、出場機会は無かったが2006 FIFAワールドカップのメンバーにも選ばれた。2007年までに26試合に出場した。

## 所属クラブ
- NKオシエク 1997-2000
- バイエル・レバークーゼン 2000-2003
- VfBシュトゥットガルト 2003-2005
- ヴェルダー・ブレーメン 2005-2011

→  ゲンチレルビルリィSK 2010 (loan)
- アリス・テッサロニキ 2011-2012
- HNKリエカ 2012

## 代表歴

### 出場大会
- クロアチア代表
  - 2006 FIFAワールドカップ

### 試合数
- 国際Aマッチ 26試合 0得点（1999年-2007年）[1]

| クロアチア代表 | 国際Aマッチ | 国際Aマッチ |
| 年             | 出場        | 得点        |
| -------------- | ----------- | ----------- |
| 1999           | 3           | 0           |
| 2000           | 1           | 0           |
| 2001           | 3           | 0           |
| 2002           | 3           | 0           |
| 2003           | 2           | 0           |
| 2004           | 5           | 0           |
| 2005           | 4           | 0           |
| 2006           | 3           | 0           |
| 2007           | 2           | 0           |
| 通算           | 26          | 0           |